# Hubert D. Stephens

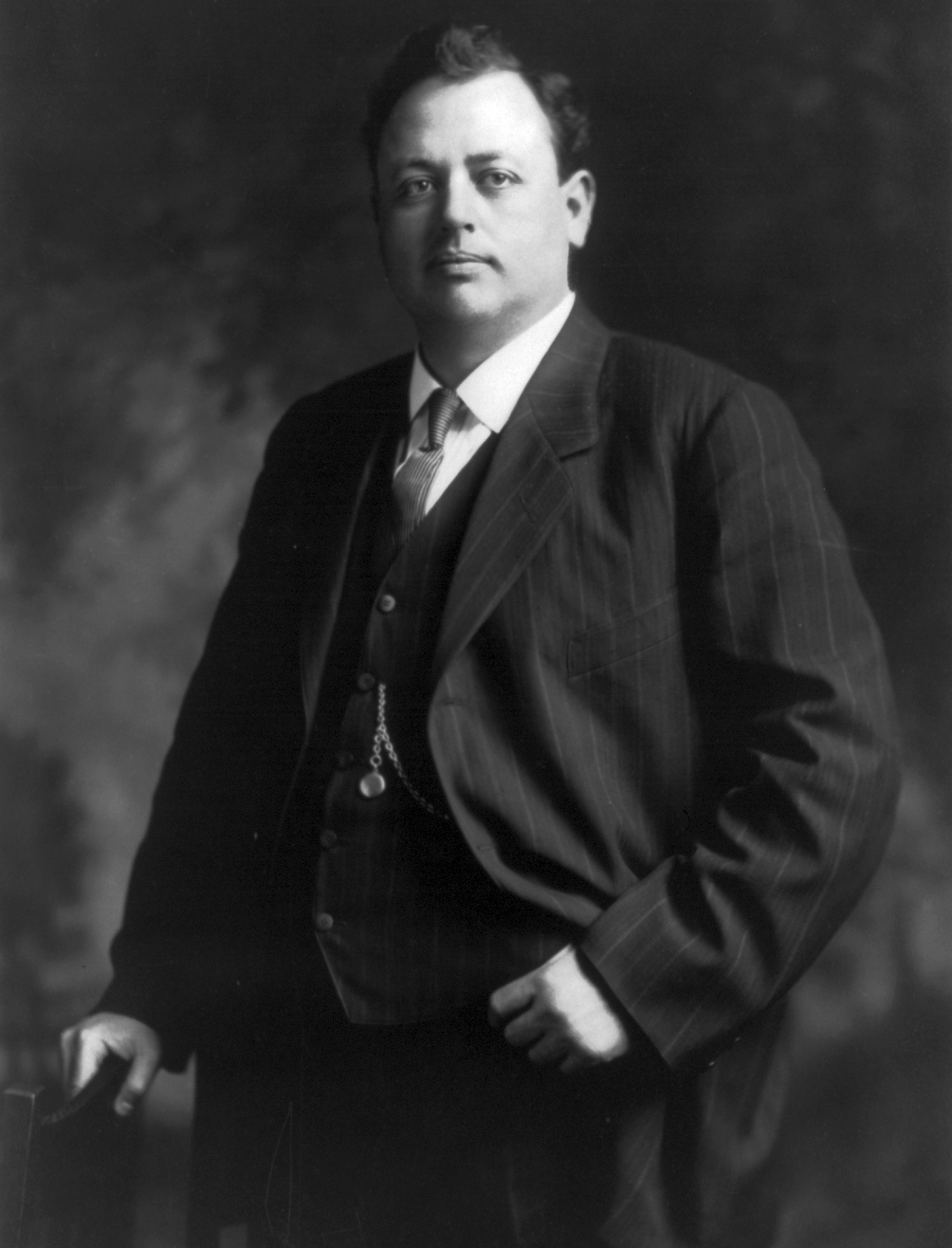
Hubert D. Stephens

Hubert Durrett Stephens, född 2 juli 1875 i New Albany, Mississippi, död 14 mars 1946 nära New Albany, Mississippi, var en amerikansk demokratisk politiker. Han representerade delstaten Mississippi i båda kamrarna av USA:s kongress, först i representanthuset 1911-1921 och sedan i senaten 1923-1935.
Stephens studerade juridik vid University of Mississippi. Han inledde 1896 sin karriär som advokat i New Albany. Han var distriktsåklagare 1907-1910.
Stephens blev invald i USA:s representanthus i kongressvalet 1910. Han omvaldes fyra gånger.
Senator John Sharp Williams kandiderade inte till omval i senatsvalet 1922. Stephens vann valet och efterträdde Williams i senaten i mars 1923. Han omvaldes 1928. Tidigare guvernören Theodore G. Bilbo besegrade Stephens i demokraternas primärval inför senatsvalet 1934.
Stephens var metodist och frimurare. Hans grav finns på Pythian Cemetery i New Albany.